# Dicranomyia buxtoni
Dicranomyia buxtoni là một loài ruồi trong họ Limoniidae. Chúng phân bố ở miền Australasia.